# لا فيرني (كاليفورنيا)
لا فيرني (بالإنجليزية: La Verne)‏ هي إحدى مدن مقاطعة لوس أنجليس، كاليفورنيا. تم إعطاءها لقب مدينة في 20 أغسطس، 1906.

## التركيبة السكانية
حدّد مكتب تعداد الولايات المتحدة بيانات التركيبة السكانية للا فيرني في تعداد الولايات المتحدة. في ما يلي، التركيبة السكانية حسب تعدادي 2000 و2010.

### تعداد عام 2000
بلغ عدد سكان لا فيرني 31,638 نسمة بحسب تعداد عام 2000، وبلغ عدد الأسر 11,070 أسرة وعدد العائلات 8,344 عائلة مقيمة في المدينة. في حين سجلت الكثافة السكانية 1,427.7 نسمة لكل كيلومتر مربع (3,697.7/ميل2). وبلغ عدد الوحدات السكنية 11,286 وحدة بمتوسط كثافة قدره 509.3 لكل كيلومتر مربع (1,319.1/ميل2).
وتوزع التركيب العرقي للمدينة بنسبة 77.06% من البيض و3.21% من الأمريكيين الأفارقة و0.64% من الأمريكيين الأصليين و7.20% من الأمريكيين ذوي الأصول الآسيوية و0.17% من سكان جزر المحيط الهادئ و7.42% من الأعراق الأخرى و4.30% من عرقين مختلطين أو أكثر و23.12% من الهسبانيون أو اللاتينيون من أي عرق.
بلغ عدد الأسر 11,070 أسرة كانت نسبة 38.8% منها لديها أطفال تحت سن الثامنة عشر تعيش معهم، وبلغت نسبة الأزواج القاطنين مع بعضهم البعض 60% من أصل المجموع الكلي للأسر، ونسبة 11.5% من الأسر كان لديها معيلات من الإناث دون وجود شريك، بينما كانت نسبة 3.9% من الأسر لديها معيلون من الذكور دون وجود شريكة وكانت نسبة 24.6% من غير العائلات. تألفت نسبة 19.6% من أصل جميع الأسر من عدة أفراد يعيشون في نفس المنزل ونسبة 9.6% كانت تتألف من شخص يعيش بمفرده يبلغ من العمر 65 عاماً أو أكثر. وبلغ متوسط حجم الأسرة المعيشية 2.79، أما متوسط حجم العائلات فبلغ 3.23.
بلغ العمر الوسطي للسكان 37.7 عاماً. وكانت نسبة 25% من القاطنين تحت سن الثامنة عشر، وكانت نسبة 8.4% بين الثامنة عشر والرابعة والعشرين عاماً، ونسبة 27.3% كانت واقعةً في الفئة العمرية ما بين الخامسة والعشرين والرابعة والأربعين عاماً، ونسبة 24.4% كانت ما بين الخامسة والأربعين والرابعة والستين، ونسبة 12.7% كانت ضمن فئة الخامسة والستين عاماً فما فوق. يوجد لكل 100 أنثى 93.9 ذكر، ويوجد لكل 100 أنثى في الثامنة عشر من عمرها فما فوق 90.1 ذكر.
بلغ متوسط دخل الأسرة في المدينة 61,326 دولارًا، أما متوسط دخل العائلة فبلغ 70,344 دولارًا. وكان متوسط دخل الذكور 50,429 دولارًا مقابل 35,180 دولارًا للإناث. وسجل دخل الفرد الخاص بالمدينة 26,689 دولارًا. وكانت نسبة 2.5% من العائلات ونسبة 4.7% من السكان تحت خط الفقر، وكان من هؤلاء نسبة 4.7% تحت سن الثامنة عشر ونسبة 4.1% في الخامسة والستين من العمر وما فوق.

### تعداد عام 2010
بلغ عدد سكان لا فيرني 31,063 نسمة بحسب تعداد عام 2010، وبلغ عدد الأسر 11,261 أسرة وعدد العائلات 8,213 عائلة مقيمة في المدينة. في حين سجلت الكثافة السكانية 1,401.8 نسمة لكل كيلومتر مربع (3,630.6/ميل2). وبلغ عدد الوحدات السكنية 11,686 وحدة بمتوسط كثافة قدره 527.3 لكل كيلومتر مربع (1,365.7/ميل2).
وتوزع التركيب العرقي للمدينة بنسبة 74.23% من البيض و3.43% من الأمريكيين الأفارقة و0.85% من الأمريكيين الأصليين و7.67% من الأمريكيين ذوي الأصول الآسيوية و0.20% من سكان جزر المحيط الهادئ و9.08% من الأعراق الأخرى و4.55% من عرقين مختلطين أو أكثر و31.02% من الهسبانيون أو اللاتينيون من أي عرق.
بلغ عدد الأسر 11,261 أسرة كانت نسبة 31.8% منها لديها أطفال تحت سن الثامنة عشر تعيش معهم، وبلغت نسبة الأزواج القاطنين مع بعضهم البعض 55.8% من أصل المجموع الكلي للأسر، ونسبة 12.8% من الأسر كان لديها معيلات من الإناث دون وجود شريك، بينما كانت نسبة 4.3% من الأسر لديها معيلون من الذكور دون وجود شريكة وكانت نسبة 27.1% من غير العائلات. تألفت نسبة 22.4% من أصل جميع الأسر من عدة أفراد يعيشون في نفس المنزل ونسبة 12.7% كانت تتألف من شخص يعيش بمفرده يبلغ من العمر 65 عاماً أو أكثر. وبلغ متوسط حجم الأسرة المعيشية 2.70، أما متوسط حجم العائلات فبلغ 3.16.
بلغ العمر الوسطي للسكان 42.9 عاماً. وكانت نسبة 21.3% من القاطنين تحت سن الثامنة عشر، وكانت نسبة 10% بين الثامنة عشر والرابعة والعشرين عاماً، ونسبة 21.5% كانت واقعةً في الفئة العمرية ما بين الخامسة والعشرين والرابعة والأربعين عاماً، ونسبة 30.3% كانت ما بين الخامسة والأربعين والرابعة والستين، ونسبة 16.9% كانت ضمن فئة الخامسة والستين عاماً فما فوق. وتوزع التركيب الجنسي للسكان بنسبة 47.3% ذكور و52.7% إناث.

## أعلام
- فريدي براون
- غرانت جيريت
- روبرتا وليامز
- لويس كاتر ويلر
- نواه كلارك

## الموقع الجغرافي
الموقع الجغرافي للمناطق المحيطة بهذه النقطة هو كالتالي: